# Potentilla jaegeri
Potentilla jaegeri là loài thực vật có hoa trong họ Hoa hồng. Loài này được (Munz & I.M. Johnst.) L.C. Wheeler miêu tả khoa học đầu tiên năm 1938.

## Hình ảnh

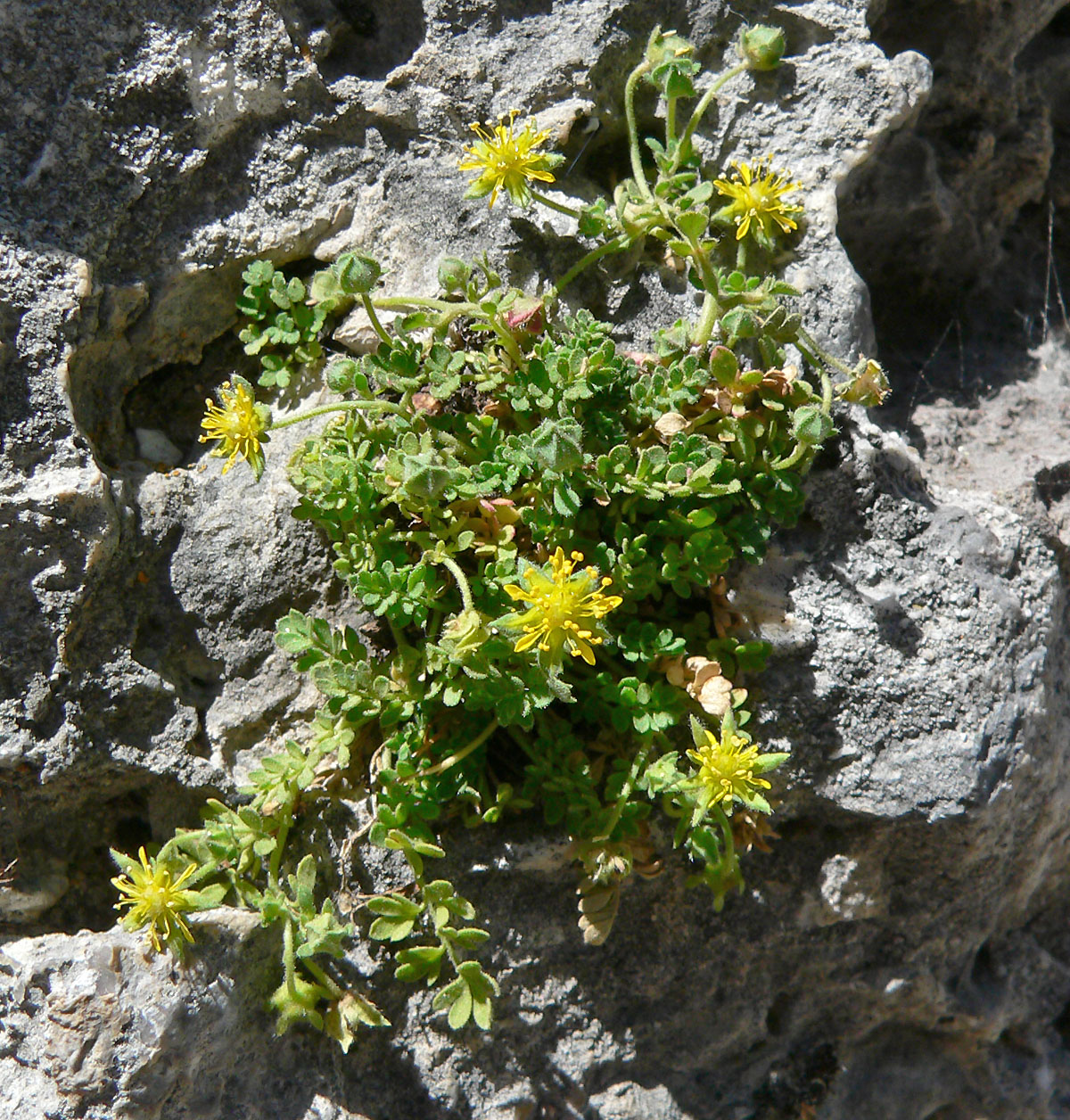
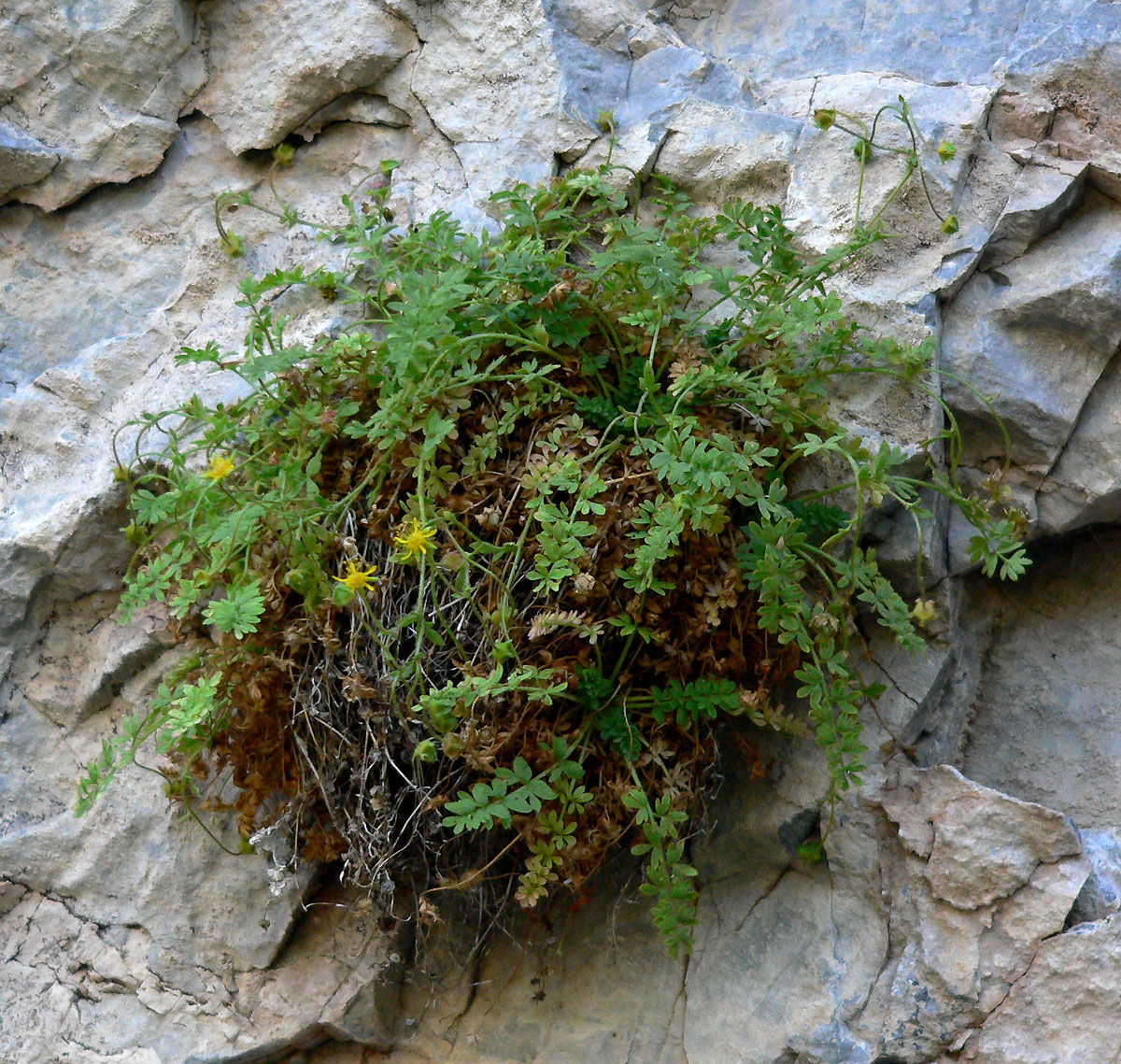
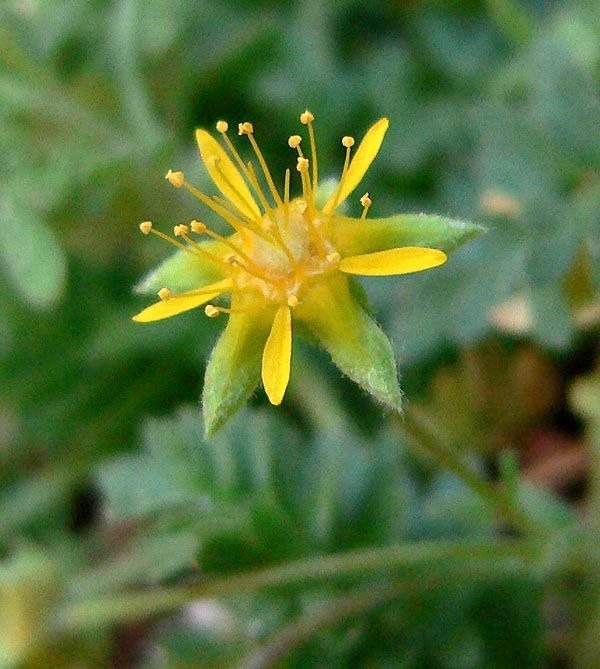
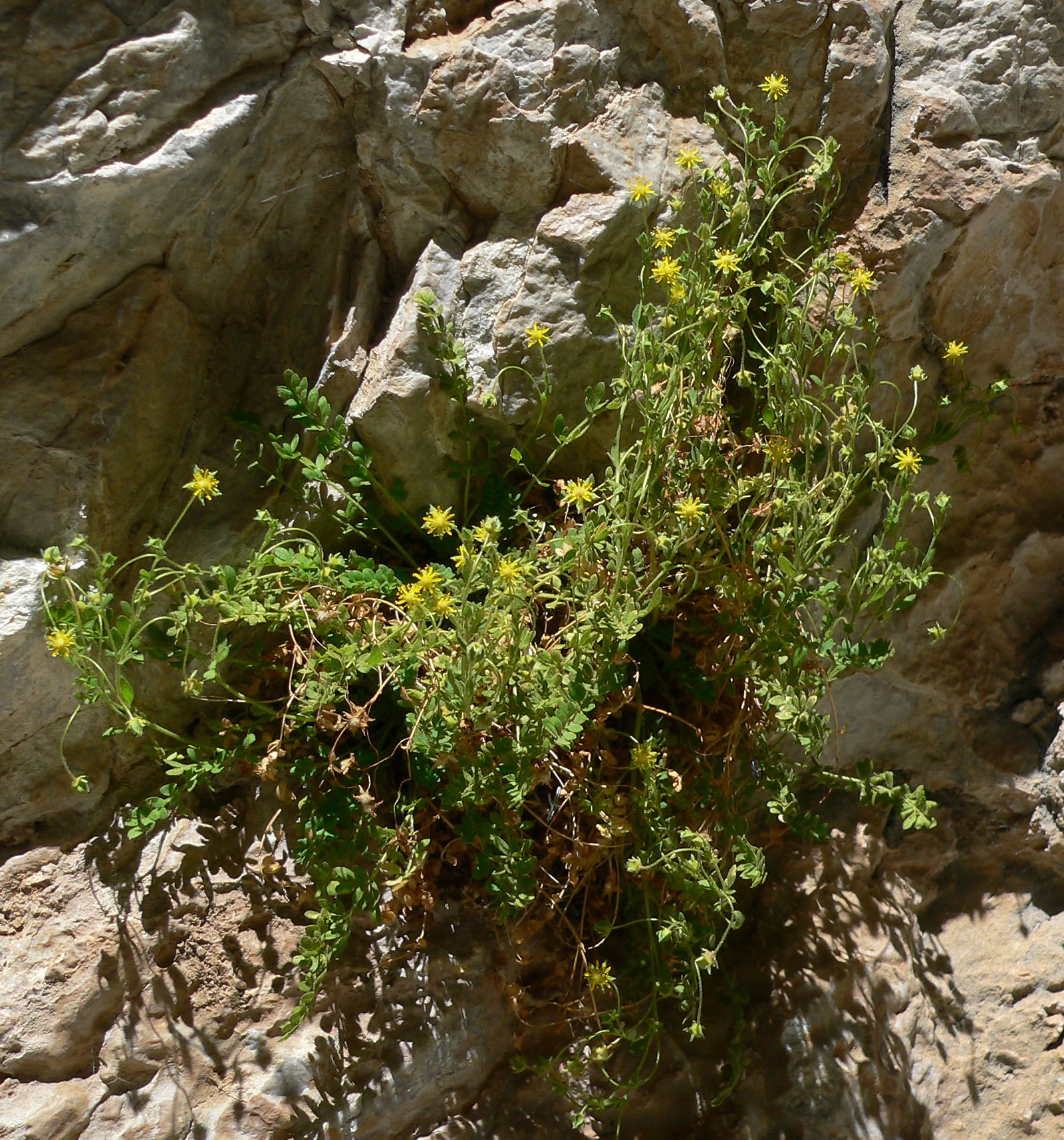